# Galatama
La Galatama fue una liga de fútbol semiprofesional de Indonesia establecida en 1979 por la Asociación de Fútbol de Indonesia que funcionaba de manera paralela con la Perserikatan, liga aficionada creada en 1930 hasta que ambas ligas se fusionaron en 1994 para dar origen a la Liga Indonesia.

## Historia
Hasta 1979 la Perserikatan era la única liga de fútbol a nivel nacional de Indonesia hasta que la Asociación de Fútbol de Indonesia crea la Liga Sepak Bola Utama, liga de categoría semiprofesional que cambaría su nombre por el de Galatama. siendo una de las ligas pioneras de nivel profesional y semiprofesional de Asia junto a la Primera División de Hong Kong.
Fue una liga de una sola categoría excepto en 1982/83 y 1990 cuando fue dividida en dos divisiones y hasta 1983 la liga permitía la participación de jugadores extranjeros como Fandi Ahmad de Singapur, que lo convirtió en ciudadano honorario de Subaraya, pero que se vio forzado a jugar en el extranjero a partir de 1983.
La liga tuvo su momento de decadencia en sus últimos años debido a la prohibición de jugadores extranjeros, acusaciones de partidos arreglados y escándalos de que los árbitros recibieron sobornos, lo que hizo que perdiera popularidad y varios de los equipos participantes en la liga la comenzaron a abandonar.
La liga desaparecería en 1994 tras fusionarse con la Perserikatan para dar origen a la Liga Indonesia.

## Lista de Campeones
| Temporada | Campeón                  | Resultado               | Finalista                |
| --------- | ------------------------ | ----------------------- | ------------------------ |
| 1979–80   | Warna Agung              |                         | Jayakarta                |
| 1980–82   | NIAC Mitra               |                         | Jayakarta                |
| 1982–83   | NIAC Mitra               | 3–2                     | UMS 80                   |
| 1983–84   | Yanita Utama             | 1–0                     | Mercu Buana              |
| 1984      | Yanita Utama             | 2–0                     | UMS 80                   |
| 1985      | Krama Yudha Tiga Berlian | 1–0                     | Arseto Solo              |
| 1986–87   | Krama Yudha Tiga Berlian | 4–2                     | Pelita Jaya              |
| 1987–88   | NIAC Mitra               | 3–1                     | Pelita Jaya              |
| 1988–89   | Pelita Jaya              | 2–1                     | NIAC Mitra               |
| 1990      | Pelita Jaya              | 1–1 (a.e.t.) (4–2 pen.) | Krama Yudha Tiga Berlian |
| 1990–92   | Arseto                   |                         | Pupuk Kaltim             |
| 1992–93   | Arema Malang             |                         | Pupuk Kaltim             |
| 1993–94   | Pelita Jaya              | 1–0                     | Gelora Dewata            |

## Goleadores
| Temporada | Jugador                    | Club                        | Goles |
| --------- | -------------------------- | --------------------------- | ----- |
| 1979–80   | Hadi Ismanto               | Indonesia Muda              | 22    |
| 1980–82   | Syamsul Arifin             | NIAC Mitra                  | 30    |
| 1982–83   | Dede Sulaeman              | Indonesia Muda              | 17    |
| 1983–84   | Bambang Nurdiansyah        | Yanita Utama                | 16    |
| 1984      | Bambang Nurdiansyah        | Yanita Utama                | 13    |
| 1985      | Bambang Nurdiansyah        | Krama Yudha Tiga Berlian    | 9     |
| 1986–87   | Ricky Yacobi               | Arseto                      | 9     |
| 1987–88   | Nasrul Koto                | Arseto                      | 16    |
| 1988–89   | Mecky Tata & Dadang Kurnia | Arema Malang & Bandung Raya | 18    |
| 1990      | Ricky Yacobi               | Arseto                      |       |
| 1990–92   | Singgih Pitono             | Arema Malang                | 21    |
| 1992–93   | Singgih Pitono             | Arema Malang                | 16    |
| 1993–94   | Ansyari Lubis              | Pelita Jaya                 | 19    |